# Czajka szponiasta
Czajka szponiasta (Vanellus spinosus) – gatunek średniej wielkości ptaka z rodziny sieweczkowatych (Charadriidae). Jest to gatunek monotypowy. Zwykle przebywa w grupach lub parami.

## Występowanie
Występuje na Bliskim Wschodzie, w Afryce – na południe od Sahary oraz w dolinie i delcie Nilu; gniazduje także w południowo-wschodniej Europie – północno-wschodniej Grecji i europejskiej części Turcji.
W Polsce stwierdzony raz – od września do grudnia 2017 roku przebywał w Strzelnie (woj. kujawsko-pomorskie), jednak ze względu na brak pewności, czy był to pojaw naturalny, gatunkowi temu nadano kategorię D w klasyfikacji AERC. W 2021 roku Komisja Faunistyczna Sekcji Ornitologicznej Polskiego Towarzystwa Zoologicznego ponownie przeanalizowała to stwierdzenie i uznała, że nie ma przeciwwskazań, aby traktować ten pojaw jako naturalny, a tym samym gatunek został wciągnięty na Listę awifauny krajowej.

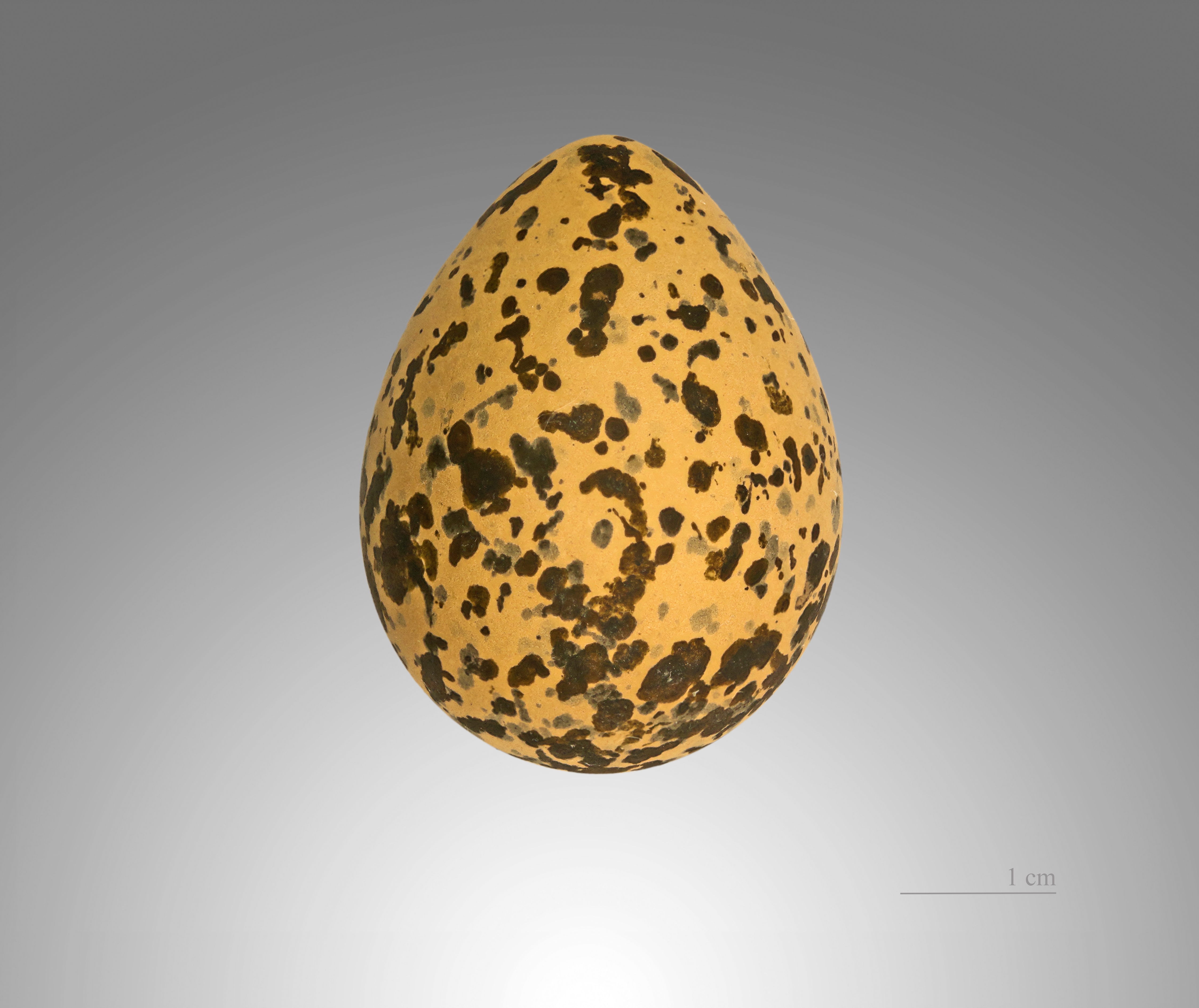
Jajo z kolekcji muzealnej

## Morfologia
Wymiary średnieDługość ciała 25–28 cm, masa ciała 127–177 g, rozpiętość skrzydeł 69–81 cm.

## Status
Międzynarodowa Unia Ochrony Przyrody (IUCN) uznaje czajkę szponiastą za gatunek najmniejszej troski (LC – Least Concern) nieprzerwanie od 1988 roku. W 2015 roku organizacja Wetlands International szacowała, że liczebność światowej populacji mieści się w przedziale 130–800 tysięcy osobników. Globalny trend liczebności populacji uznawany jest za wzrostowy.